# Rønde
Rønde es una localidad danesa que es la capital del municipio de Syddjurs, en la región administrativa de Jutlandia Central. Tiene 2.802 habitantes en el año 2013.
Rønde se ubica en el sur de la península de Djursland, al este de Jutlandia, a 1 km al norte de la bahía de Kalø, en el Kattegat. Tiene la particularidad, única en Dinamarca, de ser una localidad asentada en laderas de altitud relativamente considerable, mientras que el país es típicamente llano y de baja elevación. En la calle principal hay una diferencia de 70 m entre la parte más baja y la más elevada.
El nombre de la localidad aparece por primera vez como Rinde, y proviene de un vocablo danés antiguo con significado de "cresta". Fue una localidad rural hasta que en 1894 se decidió establecer un colegio universitario, de cuya gestión se encargó Indre Mission, una organización dentro de la Iglesia de Dinamarca, que también fundó en 1918 el antecedente del actual Gymnasium de Rønde.
Rønde tuvo su propio municipio entre 1970 y 2006. Desde 2007 se fusionó con cuatro municipios más para dar origen al municipio de Syddjurs, del que Rønde, pese a no ser la localidad más poblada, fue erigida en capital.
A 600 m al sur se encuentra la iglesia de Bregnet, que actualmente funciona como iglesia parroquial de Rønde, pero en la Edad Media fue la iglesia de un poblado hoy desaparecido. Tiene elementos románicos y góticos. La que fue su campana, una de las más antiguas del país, se encuentra en el Museo Nacional de Dinamarca.
Al sur de la iglesia, a 2 km de Rønde, se localizan las ruinas del castillo de Kalø. Este fue fundado en el siglo XIV por órdenes de Erik Menved sobre una isla que sería conectada a tierra firme.